# Mořic Daublebský ze Sternecku
Mořic Daublebský (také Daudlebský, Doudlebský) ze Sternecku (24. května 1834 Praha – 18. října 1917 Jenbach) pocházel z rodu Daudlebských ze Sternecku. Byl rakousko-uherským generálem, velitelem válečné školy ve Vídni a od roku 1890 majitelem 35. českého pěšího pluku v Plzni.

## Rodina
Narodil se v pražském Starém Městě do rodiny JUDr. Jakuba Daublebského ze Sternecku (1800–1876), zemského advokáta, děkana právnické fakulty pražské univerzity a prezidenta pražské Advokátní komory. Matka Marie (1802–1875) byla dcerou právníka a archeologa Matyáše Kaliny z Jäthensteinu.
Mořic pocházel z pražské větve rodu, založené budějovickým purkmistrem Františkem Daublebským ze Sternecku (1750–1815), jeho dědečkem. Měl osm sourozenců, z nich vynikl hlavně mladší bratr Robert (1839–1910), zeměměřič, astronom a geofyzik. Sestra Marie (1841–1917) byla manželkou hudebního skladatele Viléma Blodka.
V roce 1871 se oženil s Annou Amtmannovou (1842–1916). Z manželství vzešel syn Mořic a dcery Marie a Anna.

## Život
Absolvoval staroměstské Akademické gymnázium a v letech 1845–1852 studoval na Tereziánské vojenské akademii ve Vídeňském Novém Městě. V roce 1864 mu byl udělen řád Železné koruny III. třídy a roce 1866 byl povýšen do rytířského stavu. V roce 1875 byl povýšen na plukovník a stal se šéfem štábu zemského velitelství v Praze. V roce 1880 byl povýšen na generálmajora a v letech 1881–1885 zastával funkci ředitele Válečné školy ve Vídni. V roce 1885 získal hodnost polního podmaršála a od roku 1886 byl zástupcem náčelníka generálního štábu Friedricha Beck-Rzikowského, poté byl zástupcem velitele 2. armádního sboru ve Vídni. Nakonec v letech 1891–1893 zastával funkci velitele města Vídne. V roce 1891 byl zároveň jmenován c. k. tajným radou, od roku 1890 byl také čestným majitelem pěšího pluku č. 35. V roce 1893 odešel do výslužby v hodnosti polního zbrojmistra, mimo aktivní službu později ještě obdržel čestnou hodnost generála pěchoty. Za zásluhy byl nositelem Leopoldova řádu, Vojenského záslužného kříže a Vojenské záslužné medaile, v zahraničí obdržel německý Řád červené orlice a švédský Řád meče. Vynikl také jako kartograf a v soukromí se zabýval genealogií svého rodu. Zemřel v roce 1917 v Jenbachu a byl pohřben ve Vídni v rodinné hrobce.

## Dílo
- Roku 1892 vydal knihu „Studie über Kriegsgeschichte mit Zusammenstellung über den Feldzug 1812 in Rußland".
- Roku 1902 vydal „Behelf für das Studium des Krieges 1866“.
- Roku 1906 vydal ve Vídni dějiny rodu „Übersicht der Familie Daublebsky-Sterneck“.